# Hashimura Togo
Hashimura Togo è un film muto del 1917 diretto da William C. de Mille che ha come interprete principale Sessue Hayakawa. La sceneggiatura di Marion Fairfax si basa sull'omonimo romanzo di Wallace Irwin, pubblicato a New York nel 1914.

## Trama
Prendendo su di sé la colpa di un'azione scorretta in diplomazia, violazione in realtà commessa da suo fratello, Hashimura Togo cade in disgrazia e lascia in Giappone per andare a trasferirsi negli Stati Uniti. Lì, viene assunto come maggiordomo, trovando lavoro nella residenza della signora Reynolds. La famiglia, dopo la morte del signor Reynolds, è sull'orlo della rovina finanziaria. La figlia della padrona di casa, Corinne, benché sia innamorata del dottor Garland, viene costretta ad accettare come marito Carlos Anthony, un farabutto che, dopo essersi impossessato di tutti i beni del suo defunto padre, promette di salvare i Reynolds in cambio della sua mano. Venendo a conoscenza della cosa, Togo tenta di salvare la povera Corinne: ricorrendo all'aiuto di un giornalista, riesce a non fare celebrare le nozze dimostrando fuor di ogni dubbio la falsità e la doppiezza di Anthony. Liberata da quell'odioso vincolo, Corinne può ora sposare il suo dottor Garland. Togo, da parte sua, dopo una serie di peripezie, può finalmente tornare in Giappone dopo aver riconquistato il suo buon nome e l'onore perduto, felice di tornare dalla moglie che lo attende fedele a casa.

## Produzione
Il film fu prodotto dalla Jesse L. Lasky Feature Play Company.

## Distribuzione
Il copyright del film, richiesto dalla Jesse L. Lasky Feature Play Co., fu registrato il 1º agosto 1917 con il numero LP11164.
Negli Stati Uniti, il film fu distribuito dalla Famous Players-Lasky Corporation e Paramount Pictures il 19 agosto 1917.
In Italia, distribuito nel 1924 dalla Famous Players, il film ottenne il visto di censura numero 19648.
Non si conoscono copie ancora esistenti della pellicola che viene considerata presumibilmente perduta.